# لوس هوساچس، تگزاس
لوس هوساچس (به انگلیسی: Los Huisaches) یک منطقهٔ مسکونی در ایالات متحده آمریکا است که در تگزاس واقع شده‌است. لوس هوساچس ۱۷ نفر جمعیت دارد.